# Sejlsport under sommer-OL 2020 – 470-jolle (herrer)
Sejladsen i herrernes 470-jolle under Sommer-OL 2020, der er en disciplin for herrer, finder sted i perioden 29. juli – 5. august 2020 i Enoshima Yacht Harbour. 

## Medaljefordeling
| Medaljetagere                              | Medaljetagere                                | Medaljetagere                              | Medaljetagere |
| ------------------------------------------ | -------------------------------------------- | ------------------------------------------ | ------------- |
| Guld                                       | Sølv                                         | Bronze                                     |               |
| Australien · Mathew Belcher · William Ryan | Sverige · Anton Dahlberg · Fredrik Bergström | Spanien · Jordi Xammar · Nicolás Rodríguez |               |

## Turneringsformat
Der bliver kvalificeret 19 nationer/både til konkurrencen, der bliver afviklet med ti indledende sejladser efterfulgt af en medaljesejlads for de ti bedst placerede både. I de ti indledende sejladser tildeles bådene points efter deres placering. Efter tre sejladser må hver båd fratrække det dårligste resultat. I medaljesejladsen gives der dobbelt points. Det vil sige at vinderen får 2 points, nummer 2 får 4 points mens 10’ende og sidste båd får 20 points. Efter medaljesejladsen opgøres det samlede antal points og den båd med færrest antal points vinder guldmedaljen.    

## Tidsplan
Nedenstående tabel viser tidsplanen for afvikling af konkurrencen:
| Dato      | Tid   | Runde             |
| --------- | ----- | ----------------- |
| 29. juli  | 12:00 | 1. og 2. sejlads  |
| 30. juli  | 12:00 | 3. og 4. sejlads  |
| 31. juli  | 12:00 | 5. og 6. sejlads  |
| 1. august | -     | Reservedag        |
| 2. august | 12:00 | 7. og 8. sejlads  |
| 3. august | 12:00 | 9. og 10. sejlads |
| 4. august | -     | Reservedag        |
| 5. august | 14:30 | Medaljeseljads    |

## Resultater
| Placering | Kvalificeret | Nation                    | Udøver | Sejlads (Placering/point) | Sejlads (Placering/point) | Sejlads (Placering/point) | Sejlads (Placering/point) | Sejlads (Placering/point) | Sejlads (Placering/point) | Sejlads (Placering/point) | Sejlads (Placering/point) | Sejlads (Placering/point) | Sejlads (Placering/point) | Sejlads (Placering/point) | Total point | Netto point |
| Placering | Kvalificeret | Nation                    | Udøver | 1                         | 2                         | 3                         | 4                         | 5                         | 6                         | 7                         | 8                         | 9                         | 10                        | M*                        | Total point | Netto point |
| --------- | ------------ | ------------------------- | ------ | ------------------------- | ------------------------- | ------------------------- | ------------------------- | ------------------------- | ------------------------- | ------------------------- | ------------------------- | ------------------------- | ------------------------- | ------------------------- | ----------- | ----------- |
| 1         | Værtsnation  | Japan                     |        |                           |                           |                           |                           |                           |                           |                           |                           |                           |                           |                           |             |             |
| 2         | WC 2018      | Frankrig                  |        |                           |                           |                           |                           |                           |                           |                           |                           |                           |                           |                           |             |             |
| 3         | WC 2018      | Spanien                   |        |                           |                           |                           |                           |                           |                           |                           |                           |                           |                           |                           |             |             |
| 4         | WC 2018      | Sverige                   |        |                           |                           |                           |                           |                           |                           |                           |                           |                           |                           |                           |             |             |
| 5         | WC 2018      | Australien                |        |                           |                           |                           |                           |                           |                           |                           |                           |                           |                           |                           |             |             |
| 6         | WC 2018      | USA                       |        |                           |                           |                           |                           |                           |                           |                           |                           |                           |                           |                           |             |             |
| 7         | WC 2018      | Italien                   |        |                           |                           |                           |                           |                           |                           |                           |                           |                           |                           |                           |             |             |
| 8         | WC 2018      | Storbritannien            |        |                           |                           |                           |                           |                           |                           |                           |                           |                           |                           |                           |             |             |
| 9         | WC 2018      | New Zealand               |        |                           |                           |                           |                           |                           |                           |                           |                           |                           |                           |                           |             |             |
| 10        | WC 2019      | Grækenland                |        |                           |                           |                           |                           |                           |                           |                           |                           |                           |                           |                           |             |             |
| 11        | WC 2019      | Ruslands Olympiske Komité |        |                           |                           |                           |                           |                           |                           |                           |                           |                           |                           |                           |             |             |
| 12        | WC 2019      | Kina                      |        |                           |                           |                           |                           |                           |                           |                           |                           |                           |                           |                           |             |             |
| 13        | WC 2019      | Tyrkiet                   |        |                           |                           |                           |                           |                           |                           |                           |                           |                           |                           |                           |             |             |
| 14        | Europa       |                           |        |                           |                           |                           |                           |                           |                           |                           |                           |                           |                           |                           |             |             |
| 15        | Nordamerika  | Canada                    |        |                           |                           |                           |                           |                           |                           |                           |                           |                           |                           |                           |             |             |
| 16        | Sydamerika   |                           |        |                           |                           |                           |                           |                           |                           |                           |                           |                           |                           |                           |             |             |
| 17        | Afrika       | Angola                    |        |                           |                           |                           |                           |                           |                           |                           |                           |                           |                           |                           |             |             |
| 18        | Asien        | Sydkorea                  |        |                           |                           |                           |                           |                           |                           |                           |                           |                           |                           |                           |             |             |
| 19        | Oceanien     | Amerikansk Samoa          |        |                           |                           |                           |                           |                           |                           |                           |                           |                           |                           |                           |             |             |

Bemærkninger til sejladserne:
- Medalje sejlads: De 10 bedst placerede både efter de første 10 sejladser mødes i medaljesejladsen.